# 强蛟镇
强蛟镇，中国浙江省宁海县下辖的一个镇。强蛟镇位于宁海东北部，地处象山港尾，与象山、奉化隔海相望，呈三角半岛形。
2010年，土地面积41.50平方千米，其中内陆30.00平方千米（含内陆水域2.56平方千米），海涂11.50平方千米。

## 辖区
该镇辖有：
新兴社区、下渔村、胜龙村、王石岙村、上蒲村、峡山村、下蒲村、加爵科村、临港村、薛上岙村、